# Crocothemis servilia
Crocothemis servilia е вид водно конче от семейство Libellulidae. Видът не е застрашен от изчезване.

## Разпространение
Разпространен е в Армения, Афганистан, Виетнам, Израел, Индия, Индонезия (Бали, Калимантан, Малки Зондски острови, Сулавеси, Суматра и Ява), Йордания, Ирак, Иран, Камбоджа, Катар, Китай, Кувейт, Малайзия (Западна Малайзия, Сабах и Саравак), Мианмар, Непал, Пакистан, Провинции в КНР, Саудитска Арабия, Северна Корея, Сингапур, Сирия, Тайван, Тайланд, Турция, Филипини, Хонконг, Шри Ланка, Южна Корея и Япония. Внесен е в САЩ (Флорида).